# Ivan Silayev
Ivan Stepanovich Silayev (em russo:  Ива́н Степа́нович Сила́ев, 21 de outubro de 1930 – 8 de fevereiro de 2023) foi um político soviético e russo que serviu como primeiro-ministro da União Soviética e presidente do Comitê de Gestão Operacional da economia soviética, de 6 de setembro a 26 de dezembro de 1991. Responsável por supervisionar a economia da União Soviética durante o final da era Mikhail Gorbachev, tendo sido o último chefe de governo da União Soviética.
Depois de se formar na década de 1950, Silayev iniciou sua carreira política no Ministério da Indústria de Aviação na década de 1970. Durante a Era Brezhnev, tornou-se Ministro da Indústria da Aviação, membro do Comitê Central e Ministro da Indústria de Máquinas-Ferramentas e Construção de Ferramentas. Quando Nikolai Tikhonov's Segundo Governo foi dissolvido, Mikhail Gorbachev nomeou-o vice-presidente do Conselho de Ministros em Nikolai Ryzhkov do Primeiro Governo. Ele deixou todos os cargos do governo central em 1990 para se concentrar em seu cargo como Presidente do Conselho de Ministros da SFSR da Rússia. Ele enfrentou várias dificuldades do gabinete durante seu mandato e apoiou a maioria das políticas de Boris Yeltsin. Ao se opor às políticas secessionistas de Yeltsin durante seu mandato como primeiro-ministro soviético, ele foi afastado de seu cargo de primeiro-ministro russo da SFSR e conseguiu seu cargo pelo primeiro-ministro Oleg Lobov.
Quando se tornou primeiro-ministro da União Soviética em 6 de setembro de 1991, Silayev se opôs a algumas das políticas de Yeltsin, que levaram à desintegração da União Soviética. Depois que Silayev renunciou ao cargo de primeiro-ministro soviético, ele continuou a trabalhar para o governo Yeltsin como representante permanente da Rússia na Comunidade Europeia até à sua renúncia em 1994. Nas eleições legislativas de 2007 Silayev concorreu como candidato ao Partido Agrário da Rússia.

## Início da vida e carreira
Silayev nasceu em 21 de outubro de 1930 em Baktyzino, no óblast de Nizhny Novgorod, República Socialista Federal da Rússia, na União Soviética. Formou-se no Instituto de Aviação de Kazan em 1954 como engenheiro mecânico. Em 1959, Silayev tornou-se membro do Partido Comunista da União Soviética (PCUS). Durante seu mandato na fábrica de aviação de Gorky (Gorky agora é Nizhny Novgorod), onde começou em 1954, ele passou do nível mais baixo para se tornar o capataz da fábrica de 1971 a 1974.  Silayev foi vice-ministro da indústria de aviação , e mais tarde foi nomeado Ministro da Indústria da Aviação em 1981, no gabinete de Nikolai Tikhonov. Foi brevemente como Ministro da Indústria de Máquinas, Ferramentas e Construção de Ferramentas da União Soviética de 1980 a 1981. No 26º Congresso Silayev foi eleito para o Comitê Central. Em 1985, durante a era de Mikhail Gorbachev, Silayev foi nomeado vice-presidente do Conselho de Ministros e presidente do Gabinete de Construção de Máquinas do Conselho de Ministros no primeiro e segundo governos de Nikolai Ryzhkov. Serviu nesses cargos até ser nomeado Primeiro-ministro da Rússia em 1990.

## Presidente do Conselho de Ministros

### Nomeação
A eleição de um Presidente do Conselho de Ministros - Governo da República Socialista Federativa Soviética Russa (RSFSR), literalmente primeiro-ministro da RSFSR da Rússia, não foi considerada um evento muito importante; o primeiro-ministro foi eleito após a eleição do presidente do Soviete Supremo da RSFSR da Rússia, vice-presidente do Soviete Supremo, e após um debate sobre a agricultura russa. Boris Yeltsin, presidente do Supremo Soviete russo da SFSR, recebeu ordem de selecionar candidatos para o cargo de Primeiro-Ministro no Soviete Supremo. Mikhail Bocharov, um empresário de sucesso e líder do movimento cooperativo, reitor daO Instituto de Aviação de Moscou Yuri Ryzhkov e Silayev foram escolhidos como candidatos. Ryzhkov retirou sua candidatura antes do término da primeira rodada de votação. Durante a eleição, Bocharov revelou seu plano radical de reforma econômica aos deputados supremos soviéticos; nele a indústria seria privatizada e os subsídios a empresas não lucrativas cessariam em um pacote de reforma de 100 dias. Silayev não tinha nenhum plano de reforma econômica semelhante, mas era amplamente considerado o favorito de Yeltsin para o cargo.
Na primeira ronda de votação, Silayev obteve 119 votos, enquanto Bocharov obteve 86 votos. Para ser eleito para o cargo, um candidato precisava conquistar mais da metade dos votos; nem Silayev nem Bocharov conseguiram isso. Vendo que Silayev era o favorito de Yeltsin, e obteve mais votos que Bocharov, Silayev correu sem contestação no segundo turno das eleições e, portanto, foi eleito por uma grande margem.
Gorbachev tentou romper a aliança Silayev – Yeltsin, mas sem sucesso. Em 1989, Valentin Pavlov , primeiro-ministro da União Soviética, de 14 de janeiro a 22 de agosto de 1991, reuniu informações suficientes sobre os erros e omissões de Silayev para enfraquecer sua posição como vice-primeiro-ministro . Silayev nunca perdoou Pavlov e as relações entre os dois ficaram mais frias quando Pavlov se tornou o primeiro-ministro.

### O governo do Silayev
Silayev repetidamente opinou que, se alguma vez recebesse instruções conflitantes do primeiro-ministro da União Soviética e de Yeltsin, ele sempre "observaria as leis do RSFSR", o que significa que obedeceria a Yeltsin. Durante seu mandato como primeiro-ministro, Silayev nunca foi o líder de fato do gabinete do governo e foi leal a Yeltsin e ao Supremo Soviético. Em contraste com seu antecessor, Aleksandr Vlasov , Silayev tentou modernizar o governo russo.  Silayev decidiu romper com a antiga nomenklatura soviética - sistema de eleger membros do gabinete elegendo os membros usando uma base "objetiva" e "científica". Para conseguir isso, Silayev pediu que psicólogos profissionais entrevistassem os candidatos a membros do gabinete. Apenas 14 dos 200 candidatos ao gabinete foram recomendados para um cargo no gabinete do governo; mesmo assim, vários dos candidatos receberam um cargo no novo governo. Todos os membros candidatos foram selecionados por Silayev, Yeltsin ou pelo Soviete Supremo.
O governo de Silayev não tinha unidade ideológica e vários membros conservadores foram eleitos para o gabinete em julho de 1990, entre eles Oleg Lobov e Gennadii Kulik . Em novembro de 1990, Grigory Yavlinsky renunciou ao cargo, citando o fracasso do Programa 500 Dias . No entanto, alguns comentaristas acredita que Yavlinsky renunciou por causa de frequentes conflitos entre ele e outros membros do gabinete. Ministro das Finanças da RSFSR Boris Fyodorovrenunciou em 5 de dezembro de 1990 e acusou os Primeiros Vice-primeiros-ministros de tomar importantes decisões financeiras em nome do ministério e ele como ministro nas costas. Lobov, o primeiro vice-primeiro-ministro encarregado do desenvolvimento regional, havia se tornado um líder de fato do gabinete. Lobov era o favorito de Yeltsin e tentou enfraquecer a posição de Silayev dentro do gabinete.  Com o consentimento do Supremo Soviético, Silayev estabeleceu um Presidium de 16 membros para o gabinete.
Outro problema enfrentado por Silayev era que o Supremo Soviético usurpava o poder do poder executivo , fortalecendo o poder legislativo . Para conseguir isso, o Supremo Soviete estabeleceu entidades duplicadas, como o Comitê de Meios de Comunicação de Massa, que duplicou as funções do Ministério de Meios de Comunicação de Massa. Viktor Kisin, ministro da Indústri , disse à imprensa que o único funcionário de seu ministério era de fato ele mesmo. Em julho de 1990 Silayev concordou em criar órgãos administrativos legislativos executivos paralelos.
Em dezembro de 1990, o Congresso dos Deputados Populares da RSFSR da Rússia confiou a Silayev e seu governo a criação de um novo plano de reforma econômica. O plano foi concluído em abril de 1991 e foi chamado de "Plano Yeltsin-Silayev". O plano foi fortemente influenciado pelo Programa 500 Dias e apoiou a privatização e a comercialização da economia. O plano de reforma foi criticado por um funcionário do Comitê Estadual de Reforma Econômicado governo central; ele chamou o plano de "uma declaração de intenções"; em vez de uma reforma econômica, ele chamou de "manifesto". Um deputado soviético supremo observou que a reforma proposta carecia de informações estatísticas reais. Mesmo assim, a reforma proposta recebeu a maioria em uma votação do Supremo Soviete; Os partidários de Yeltsin sabiam que sua proposta de reforma econômica tinha que ser aceita antes das eleições presidenciais de julho. Após a eleição presidencial de julho, o governo russo renunciou e o cargo de premier voltou a ser eleito. Silayev tinha fortes concorrentes para o cargo, como Yurii Skokov, mas venceu a eleição.

## Primeiro-ministro da União Soviética
O Comitê Estadual para o Estado de Emergência não conseguiu prender Silayev ou qualquer outra autoridade estatal russa durante o golpe de agosto.  Silayev foi um dos vários políticos russos da SFSR que voaram para a casa de verão de Gorbachev logo após o golpe fracassado. Em 24 de agosto, o Conselho de Ministros da SFSR da Rússia emitiu um decreto transferindo a autoridade do governo central sobre os ministérios da economia e das comunicações para o governo da RSFSR, e assumiu o controle do Partido Comunista da União Soviética e dos arquivos da KGB . Com a autoridade do governo central muito enfraquecida, Gorbachev estabeleceu um comitê de quatro homens, liderado por Silayev, que incluía Grigory Yavlinsky , Arkady Volsky e Yuri Luzhkov , para eleger um novo Gabinete de Ministros . Mais tarde, esse comitê foi transformado no Comitê de Gerenciamento Operacional da Economia Soviética (COMSE), também presidido por Silayev, para gerenciar a economia soviética .  COMSE foi rapidamente superado em autoridade pelo Comitê Econômico Interestadual(IEC), também conhecida oficialmente como Comunidade Econômica, criada em 20 de setembro sob o nome de Comitê Econômico Inter-Republicano. Sua função era coordenar a política econômica em toda a União Soviética. Como presidente do COMSE e do IEC, Silayev presidiu uma União Soviética em rápida desintegração.  Em 6 de setembro de 1991, um decreto presidencial deu temporariamente à CEI a mesma autoridade que o Gabinete de Ministros, e Silayev se tornou o primeiro-ministro de fato da União Soviética .
Quando assumiu o cargo, Silayev queria reduzir os poderes do governo central e dar mais poderes às repúblicas soviéticas . Essa visão mudou;  ele exigiu que Yeltsin devolvesse grande parte da autoridade do governo central que ele usurpara após o golpe de agosto. Nisso ele falhou e, como resultado, sua posição como primeiro russo da SFSR foi enfraquecida. Oleg Lobov, o primeiro vice-primeiro-ministro de Silayev , liderou a facção anti-Silayev no Conselho de Ministros da SFSR da Rússia e conseguiu expulsá-lo em 26 de setembro de 1991; Lobov sucedeu Silayev como primeiro-ministro interino da Rússia SFSR. Silayev, como superintendente da economia, recebeu a tarefa de iniciar reformas econômicas na União Soviética de uma maneira que se adequasse ao governo central e às repúblicas soviéticas.  Silayev tentou manter uma economia integrada enquanto iniciava a comercialização da economia.  Em 19 de dezembro, o COMSE foi dissolvido por um decreto presidencial,  e em 26 de dezembro de 1991 Silayev renunciou ao cargo de Presidente da CEI.

## Rússia pós-soviética
Em 18 de dezembro de 1991, Silayev tornou-se representante permanente da Rússia na Comunidade Europeia em Bruxelas ; ele renunciou ao cargo em 7 de fevereiro de 1994. No final de 1994, Silayev tornou-se presidente da Associação de Construção de Máquinas da Comunidade de Estados Independentes (CEI), que consistia em mais de uma centena de empresas e associações civis e militares, principalmente de origens russas. Ele se tornou membro do Movimento Ecológico "Cedar" em 1995. Desde 1998, ele é Presidente da Industrial Machine, um grupo industrial e financeiro; ele dirigiu simultaneamente o Comitê Nacional, que promove a cooperação econômica com a América Latina. Em 26 de setembro de 2002, Silayev tornou-se presidente da União Russa de Engenheiros Mecânicos.  Sua esposa morreu em 18 de março de 2006. Nas eleições legislativas de 2007, Silayev concorreu como candidato ao Partido Agrário, mas não conseguiu ser eleito.

## Reconhecimento
Silayev recebeu uma Ordem de Lenin em duas ocasiões diferentes - uma em 1971 e outra durante uma sessão fechada do Presidium do Supremo Soviete em 1975, quando também recebeu um Herói do Trabalho Socialista . Recebeu o Prêmio Lenin em 1972. Em 1981, recebeu a Ordem da Revolução de Outubro e, em 2002, o Prêmio Nacional de Pedro, o Grande. Em 19 de outubro de 2000 e 21 de outubro de 2005, Silayev recebeu o Diploma do Governo da Federação Russa.

## Morte
Silayev morreu em 8 de fevereiro de 2023, aos 92 anos.